# Giorgio Manganaro
Giorgio Manganaro (Portoferraio, 1797 – Portoferraio, 9 febbraio 1872) è stato un politico italiano.

## Biografia
Avvocato di professione, nel giugno 1848 fu eletto deputato toscano del collegio di Portoferraio, dopo la concessione dello statuto da parte del granduca Leopoldo II di Lorena, e riconfermato nel novembre dello stesso anno. Fu poi prefetto di Pistoia nel febbraio 1849; deputato elbano all'Assemblea legislativa toscana, eletto il 12 marzo 1849; membro della commissione di governo di Livorno nel marzo 1849 e poi governatore di Livorno dal 6 al 16 aprile dello stesso anno.
Il 7 agosto 1859 venne eletto deputato all'Assemblea dei rappresentanti del parlamento toscano. In seguito all'annessione della Toscana al Regno di Sardegna, il 25 marzo 1860 fu eletto deputato della VII legislatura per il collegio di Portoferraio, battendo Giuseppe Garibaldi, candidato dei democratici.
Dopo l'unità d'Italia fu candidato alle elezioni del 1861 per il collegio di Grosseto, ma raccolse solo 137 voti contro i 533 di Giovanni Morandini..
Nel 1863 divenne sottoprefetto di Barletta, in seguito di Portoferraio [] .